# 栃木県道285号福原小川線
栃木県道285号福原小川線（とちぎけんどう285ごう ふくわらおがわせん）は、栃木県大田原市から那須郡那珂川町までを結ぶ一般県道である。

## 概要

### 路線データ
- 総延長：6.598km[1]
- 実延長：6.598km[1]
- 起点：栃木県大田原市福原（栃木県道167号蛭田喜連川線交点）
- 終点：栃木県那須郡那珂川町小川（中の原交差点＝国道294号、国道400号交点）
- 認定：1974年（昭和49年）3月29日

## 歴史

### 年表
- 1974年（昭和49年）3月29日 - 一般県道として認定。

## 路線状況

### 交通量
24時間自動車類交通量（台/日）
- 1,631（推定値）

## 地理

### 通過する自治体
- 栃木県
  - 大田原市 - 那須郡那珂川町